# Jeannette Donker-Voet
Jeannette Donker-Voet (Overveen, 20 april 1907 – Houten, 1 maart 1979) was een dierenarts. Ze was de eerste vrouwelijke dierenarts die in Nederland afstudeerde.

## Biografie
Jeannette Voet (roepnaam Nettie) werd geboren in Overveen in 1907. Haar vader was bollenkweker. Ze ging eerst naar de MULO, maar vanwege haar plan om diergeneeskunde te studeren stapte ze over naar de HBS. Ze wilde diergeneeskunde gaan studeren aan de toenmalige Veeartsenijkundige Hogeschool, maar ondervond veel tegenwerking omdat ze vrouw was. Uiteindelijk studeerde ze tussen 1925 en 1930 aan de faculteit Diergeneeskunde van de Universiteit Utrecht. Ze was de eerste vrouwelijke student diergeneeskunde en de eerste vrouwelijke dierenarts die in Nederland afstudeerde.
Voet promoveerde op 29 juni 1934 en werkte aansluitend twee jaar bij het Institut Pasteur in Parijs, onder meer aan onderzoek naar de grootte van verschillende virussen.
Na haar huwelijk met Lourens Donker reisde ze naar Calcutta en daarna naar Java. Na de Tweede Wereldoorlog was ze enkele jaren terug in Nederland, maar in 1947 vertrok ze weer naar Indonesië waar ze werkte als gouvernementsveearts in Batavia en Bogor.
Met ingang van 1950 werkte Donker-Voet aan het Instituut voor Infectieziekten van de faculteit Diergeneeskunde in Utrecht.
Na haar pensioen in 1970 werkte ze bij het Rijksinstituut voor Volksgezondheid en Milieu in Bilthoven.

## Eerbetoon
In 1998 eindigde Donker-Voet op plaats 19 van opinieweekblad Elseviers top-50 van vrouwen die de twintigste eeuw maakten.
In 2006 werd een gebouw van de Universiteit Utrecht in De Uithof naar haar vernoemd: het Jeannette Donker-Voetgebouw.